# Vinná
Vinná je malá vesnice, část městyse Křemže v okrese Český Krumlov. Nachází se asi 3,5 km na severozápad od Křemže. Je zde evidováno 7 adres.
Vinná leží v katastrálním území Křemže o výměře 22,01 km².

## Historie
První písemná zmínka o vesnici pochází z roku 1841.